# Sanda Ladoși
Sanda Ladoși (* 2. Januar 1970 in Târgu Mureș) ist eine rumänische Popsängerin.

## Leben und Wirken
Bereits als Zehnjährige übte sie sich im Gesang, Klavier- und Gitarrespielen. Sie zog als junge Studentin nach Bukarest und betätigte sich als professionelle Sängerin. In den 1990er Jahren veröffentlichte sie vier Alben. Mit dem Dance-Titel I Admit gewann sie den nationalen Vorentscheid und durfte daher Rumänien beim Eurovision Song Contest 2004 vertreten. Dort erreichte sie jedoch nur den 18. Platz.
2006 erschien mit Khalini ihr fünftes Album.

## Diskografie
Alben
- 1993: Când vine seara
- 1994: Între noi mai e un pas
- 1997: Nu mă iubi
- 1999: Mi-e dor
- 2006: Khalini